# Ziekpi
Ziekpi est une localité du Cameroun située dans la commune de Ako et le département du Donga-Mantung.

## Population
Lors du recensement de 2005, on a dénombré 322 personnes : soit 161 femmes et 161 hommes.